# Junior Alonso
Junior Osmar Ignacio Alonso Mujica (Assunção, 9 de fevereiro de 1993) é um futebolista paraguaio que atua como zagueiro e lateral-esquerdo. Atualmente joga no Atlético Mineiro.

## Carreira em clubes

### Cerro Porteño
Alonso começou nas categorias de base do Cerro Porteño, onde disputou a Copa Libertadores da América Sub-20 de 2012 e ajudou a equipe a alcançar as quartas de final do torneio. Estreou pela equipe principal em 10 de março de 2013, sob comando do treinador Francisco Arce, na derrota por 1–0 para o Deportivo Capiatá. Sua estreia em competições internacionais ocorreu em 31 de julho de 2013, no empate por 1–1 contra a Universidad Católica, pela Copa Sul-Americana. Marcou seu primeiro gol em 4 de agosto de 2013, na vitória por 2–1 sobre o Cerro de Franco. Em 24 de novembro de 2013, o Cerro Porteño sagrou-se campeão do Clausura de 2013, o primeiro título como profissional de Alonso, que atuou em todos os minutos da campanha, com a exceção da última partida, em que cumpriu suspensão pelo acúmulo de cinco cartões amarelos. Em 2015, participou da conquista do Apertura.

### Lille
Em janeiro de 2017, Alonso foi contratado pelo Lille por 4 milhões de euros. Em 18 de fevereiro de 2017, fez sua estreia pela equipe na Ligue 1, em uma vitória por 1–0 sobre o Caen. Em 6 de agosto de 2017, na partida inaugural da temporada 2017–18, Alonso marcou seu primeiro gol e abriu o placar na vitória por 3–0 sobre o Nantes. Em 25 de outubro de 2017, marcou novamente no empate por 2–2 contra o Valenciennes, pela Copa da Liga Francesa.

### Celta de Vigo
Em 14 de agosto de 2018, foi acertado o empréstimo de um ano de Alonso para o Celta de Vigo, que obtinha a opção de compra. Estreou quatro dias depois, no empate por 1–1 contra o Espanyol, participando diretamente do gol do Celta ao fazer um cruzamento que resultou em gol contra do adversário.

### Boca Juniors
Em 7 de janeiro de 2019, Alonso foi transferido por empréstimo de uma temporada para o Boca Juniors. Estreou em 28 de janeiro de 2019, em um empate por 1–1 contra o Newell's Old Boys. Ele participou de 14 partidas da campanha do Boca Juniors no Campeonato Argentino de 2019–20, que sagrou-se campeão em 7 de março de 2020.

### Atlético Mineiro
Em 2 de julho de 2020, foi confirmada a contratação de Alonso pelo Atlético Mineiro. O clube pagou 3 milhões de euros ao Lille e firmou um contrato de quatro anos com o jogador. Fez sua estreia em 26 de julho, no empate em 1–1 com o América pelo Campeonato Mineiro. Em 17 de janeiro de 2021, marcou seu primeiro gol na vitória por 3–1 sobre o Atlético Goinaniense, pela 30ª rodada do Campeonato Brasileiro de 2020. Ao fim da temporada, conquistou um lugar na seleção do Bola de Prata.
Alonso atuou em 51 partidas e marcou um gol na temporada da tríplice coroa do Atlético em 2021. Com a condição de reserva do capitão do time Réver, Alonso vestiu a braçadeira de capitão na maioria das partidas da temporada, e os dois dividiram a incumbência de receber e erguer as taças do Campeonato Brasileiro e da Copa do Brasil. Além da segunda inclusão consecutiva no Bola de Prata, foi também eleito na seleção do Prêmio Craque do Brasileirão e na Equipe Ideal da América, pelo jornal El País.

### Krasnodar
Em 7 de janeiro de 2022, foi anunciado o acerto de Alonso com o clube russo Krasnodar. A transferência foi avaliada em 8,2 milhões de dólares. Em 3 de março, em sequência à invasão da Ucrânia pela Rússia, o clube anunciou a suspensão dos contratos de seus atletas estrangeiros, incluindo o de Alonso.

### Retorno ao Atlético Mineiro
Em 14 de março de 2022, foi anunciado o retorno de Alonso ao Atlético por empréstimo até o fim de 2022.
Alonso deixou o Galo no fim de 2022, com 132 jogos disputados e dois gols anotados. Com o clube de Minas ele conquistou três campeonatos mineiros (2020, 2021 e 2022), Campeonato Brasileiro 2021 e Copa do Brasil de 2021.

### Retorno ao Krasnodar
No fim de 2022, foi anunciado o retorno de Alonso ao Krasnodar após fim do empréstimo ao Atlético.

## Seleção Paraguaia
Em 2013, Alonso participou das disputas do Campeonato Sul-Americano Sub-20, em que anotou dois gols, e da Copa do Mundo FIFA Sub-20.
Pela seleção principal, fez sua estreia em uma partida válida pelas Eliminatórias da Copa do Mundo FIFA de 2014 contra a Venezuela, no dia 11 de outubro de 2013, que terminou empatada em 1–1. Marcou seu primeiro gol pelo Paraguai em 23 de março de 2017, na vitória por 2–1 sobre o Equador, pelas Eliminatórias da Copa do Mundo FIFA de 2018. Sua estreia em torneios de seleções aconteceu na Copa América de 2019, em que foi titular em todos os jogos da campanha de quartas de final do Paraguai. 

## Estatísticas

### Clubes
Atualizado em 11 de agosto de 2022.
| Clube            | Temporada    | Liga  | Liga | Copa  | Copa | Continental | Continental | Outros | Outros | Total | Total |
| Clube            | Temporada    | Jogos | Gols | Jogos | Gols | Jogos       | Gols        | Jogos  | Gols   | Jogos | Gols  |
| ---------------- | ------------ | ----- | ---- | ----- | ---- | ----------- | ----------- | ------ | ------ | ----- | ----- |
| Cerro Porteño    | 2013         | 31    | 1    | —     | —    | 2           | 0           | —      | —      | 33    | 1     |
| Cerro Porteño    | 2014         | 30    | 2    | —     | —    | 12          | 0           | —      | —      | 42    | 2     |
| Cerro Porteño    | 2015         | 43    | 4    | —     | —    | 0           | 0           | —      | —      | 43    | 4     |
| Cerro Porteño    | 2016         | 32    | 4    | —     | —    | 18          | 1           | —      | —      | 50    | 5     |
| Cerro Porteño    | Total        | 136   | 11   | —     | —    | 32          | 1           | —      | —      | 168   | 12    |
| Lille            | 2016–17      | 12    | 0    | 2     | 0    | —           | —           | —      | —      | 14    | 0     |
| Lille            | 2017–18      | 34    | 2    | 2     | 0    | —           | —           | 2      | 1      | 38    | 3     |
| Lille            | Total        | 46    | 2    | 4     | 0    | —           | —           | 2      | 1      | 52    | 3     |
| Celta de Vigo    | 2018–19      | 9     | 0    | 2     | 0    | —           | —           | —      | —      | 11    | 0     |
| Boca Juniors     | 2018–19      | 7     | 0    | 2     | 0    | 2           | 0           | 5      | 0      | 16    | 0     |
| Boca Juniors     | 2019–20      | 14    | 0    | 0     | 0    | 2           | 0           | 1      | 0      | 17    | 0     |
| Boca Juniors     | Total        | 21    | 0    | 2     | 0    | 4           | 0           | 6      | 0      | 33    | 0     |
| Atlético Mineiro | 2020         | 32    | 1    | —     | —    | —           | —           | 6      | 0      | 38    | 1     |
| Atlético Mineiro | 2021         | 22    | 1    | 8     | 0    | 12          | 0           | 9      | 0      | 51    | 1     |
| Atlético Mineiro | Total        | 54    | 2    | 8     | 0    | 12          | 0           | 15     | 0      | 89    | 2     |
| Krasnodar        | 2021–22      | 0     | 0    | —     | —    | —           | —           | —      | —      | 0     | 0     |
| Atlético Mineiro | 2022         | 19    | 0    | 2     | 0    | 10          | 0           | 1      | 0      | 32    | 0     |
| Career total     | Career total | 285   | 15   | 18    | 0    | 58          | 1           | 24     | 1      | 385   | 17    |

1. ↑  Jogos de Copa Sul-Americana
2. ↑  Oito jogos de Copa Libertadores, quarto jogos de Copa Sul-Americana
3. ↑  Oito jogos e um gol de Copa Libertadores, dez jogos de Copa Sul-Americana
4. ↑  Jogos de Copa da Liga Francesa
5. 1 2 3 4  Jogos de Copa Libertadores
6. 1 2  Jogos de Copa da Superliga Argentina
7. 1 2 3  Jogos de Campeonato Mineiro

### Seleção nacional
Atualizado em 2 de abril de 2022.
| Paraguai | Paraguai | Paraguai |
| Ano      | Jogos    | Gols     |
| -------- | -------- | -------- |
| 2013     | 1        | 0        |
| 2014     | 5        | 0        |
| 2016     | 3        | 0        |
| 2017     | 7        | 1        |
| 2018     | 3        | 0        |
| 2019     | 9        | 0        |
| 2020     | 4        | 0        |
| 2021     | 12       | 1        |
| 2022     | 3        | 0        |
| Total    | 47       | 2        |

| # | Data                | Local                                            | Adversário | Placar | Result. | Competição                             |
| - | ------------------- | ------------------------------------------------ | ---------- | ------ | ------- | -------------------------------------- |
| 1 | 23 de março de 2017 | Estádio Defensores del Chaco, Assunção, Paraguai | Equador    | 2–0    | 2–1     | Eliminatórias da Copa do Mundo de 2018 |
| 2 | 2 de julho de 2021  | Estádio Olímpico, Goiânia, Brasil                | Peru       | 2–2    | 3–3     | Copa América de 2021                   |

## Títulos
Cerro Porteño
- Campeonato Paraguaio: 2013 (Clausura), 2015 (Apertura)

Boca Juniors
- Supercopa Argentina: 2018
- Campeonato Argentino: 2019–20

Atlético Mineiro
- Campeonato Brasileiro: 2021
- Copa do Brasil: 2021
- Campeonato Mineiro: 2020, 2021, 2022, 2025

Prêmios individuais
- Bola de Prata: 2020, 2021
- Seleção do Campeonato Brasileiro (Prêmio Craque do Brasileirão): 2021
- Seleção Ideal da América do Sul pelo Jornal El País: 2021